# New Forest (North Yorkshire)
New Forest – civil parish w Anglii, w North Yorkshire, w dystrykcie (unitary authority) North Yorkshire. W 2001 civil parish liczyła 13 mieszkańców. W obszar civil parish wchodzi także Kexwith.